# Родс має впасти
Родс має впасти (англ. Rhodes Must Fall) — протестний рух, який розпочався 9 березня 2015 року і спочатку був спрямований проти пам'ятника Сесілю Родсу в Університеті Кейптауна. Кампанія з демонтування монумента привернула увагу всього світу і призвела до більш широкого руху за «деколонізацію освіти» по всій Південній Африці. 9 квітня 2015 року після голосування Ради UCT монумент було демонтовано.
Протягом 2015 року Rhodes Must Fall захопив національні заголовки та різко розділив громадську думку в Південній Африці. Це також надихнуло появу подібних студентських рухів в інших університетах, як у Південній Африці, так і в інших країнах світу.

## Підґрунтя

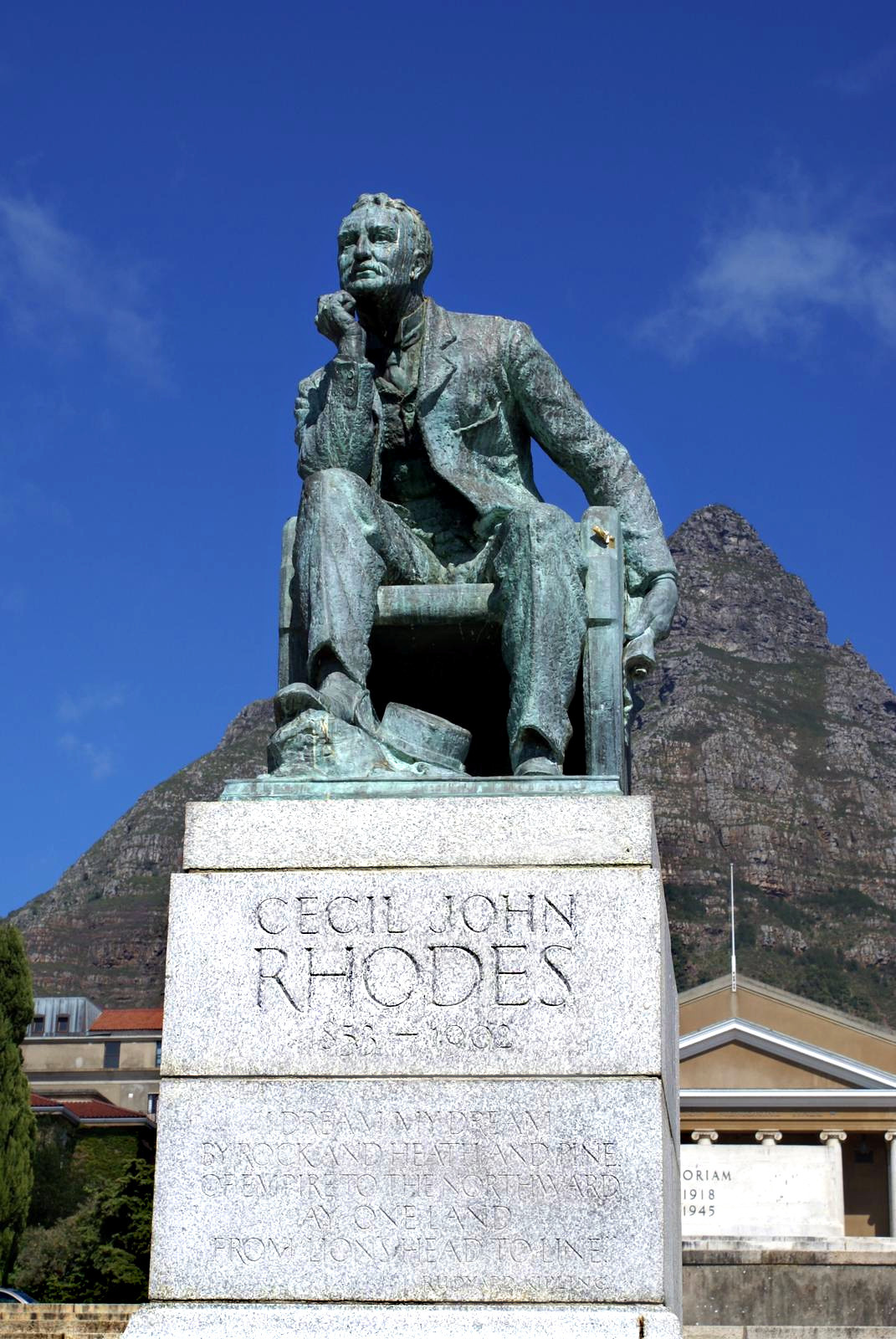
Пам'ятник Сесіля Родса, який став центром суперечки та символом руху

Бронзовий  монумент Сесіля Родса був зроблений Маріон Волгейт, дружиною архітектора Чарльза Волгейта, яка працювала з Дж. М. Соломоном над проектуванням і будівництвом нових будівель[який?] Кейптаунського університету (UCT). Пам’ятна споруда була відкрита у 1934 році. Заклики до демонтажу монумента повільно зростали протягом кількох десятиліть: студенти-африканери почали вимагати прибрати статую ще в 1950-х роках. Студенти-африканери хотіли, щоб монумент демонтували, оскільки Родс був британським імперіалістом, який хотів продовжити британське панування в Південній Африці, і вважав населення африканерів менш цивілізованим, ніж британське.

## Ідеологія та цілі
Rhodes Must Fall описує себе як «колективний рух студентів і співробітників, які об’єднались для прямих дій проти реальності інституційного расизму в Університеті Кейптауна». Напочатку рух стосувався дій направлених суто на демонтаж монумента Родса, проте надалі  Rhodes Must Fall вважав, що «падіння статуї Родса є символом неминучого падіння переваги та привілеїв білих у нашому кампусі».
Спочатку рух був спрямований на видалення статуї Сесіля Родса, символу, який протестувальники вважали гнітючим, і розрісся до охоплення інституційного расизму, відсутності расової трансформації в університеті та доступу до вищої освіти.
Під час протестів студенти вдалися до захоплення, громадянської непокори та насилля. Вони підпалювали автівки, речі, будівлі, кидали у монумент екскременти, окуповували офіси університету. Студенти також користувалися Інтернетом: протестувальники створили сторінку у Facebook під назвою «Родос має впасти», а також рекламували та використовували хештег #RhodesMustFall у Twitter.

#### Лідери
Перша акція руху відбулася 9 березня 2015 року, коли Чумані Максвеле «підібрав одне з відер з фекаліями і кинув його вміст у бронзову статую британського колонізатора 19 століття Сесіля Родса», за повідомленням The Guardian. Пізніше The Times назвала Чумані «активістом, який кидає фекалії, який організував кампанію #RhodesMustFall в UCT». BusinessTech назвав Нтокозо Квабе «одним із лідерів руху Rhodes Must Fall в Оксфордському університеті у Сполученому Королівстві», про це писали і Daily Mirror. Паризький журнал Jeune Afrique назвав Юссефа Робінсона «одним із лідерів руху в Британії». Атабіле Нонксуба також був названий лідером руху в UCT у статті від City Press. Національне громадське радіо взяло інтерв'ю у Кгоці Чікане і назвало його «одним із лідерів руху».

## Протести

### 2015 Протести: монумент, деколонізація

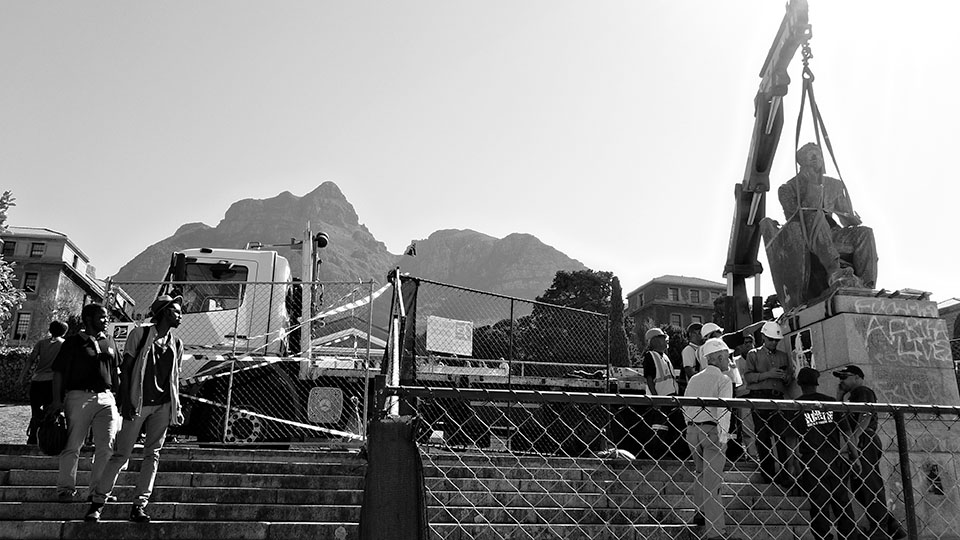
Падіння Родса (9 квітня 2015)

Перший протест і акція, яка розпочала кампанію Rhodes Must Fall, відбулася 9 березня 2015 року, коли Чумані Максвел кинув людські фекалії в монумент. Максвелу було пред'явлено звинувачення у нападі після того, як він брав участь у фізичній сварці з охоронцем під час протесту. Повідомлялося, що співробітник служби безпеки UCT перешкодив фотографу сфотографувати акцію протесту. Адміністрація UCT оголосила, що розслідуватиме інцидент.
12 березня 2015 року на сходах Jammie Plaza, центр верхнього кампусу UCT, відбувся діалог під відкритим небом, щоб обговорити монумент,  точки зору усіх сторін були почуті. Наступного тижня відбувся марш до адміністративної будівлі UCT з вимогою визначити дату демонтажу монумента. 20 березня 2015 року студенти взяли штурмом будівлю Бремнера, де розміщувались офіси UCT під час промови про знищення монумента проректором UCT Максом Прайсом. 22 березня повідомлялося, що студенти все ще займають будівлю і що громадськість постачає їм їжу. Протестувальники «перейменували» будівлю Azania House, що свідчить про те, що рух займає африканську позицію щодо національної ідентичності, відкидаючи таким чином громадянські та нерасові  традицію ANC.
27 березня 2015 року були проведені вибори в університеті щодо питання подальшого майбутнього монумента, і після успішного голосування монумент було забито дошками до остаточного рішення ради університету. 9 квітня 2015 року статую Родса демонтували.
Протест швидко поширився по університетах Південної Африки,, протестувальники псували статуї та закликали до «деколонізації освіти» в Південній Африці.

#### Заяви

##### «Один поселенець, одна куля»
8 квітня 2015 року протестувальники зірвали засідання Ради UCT, яке було скликано для обговорення демонтажу статуї, і не дозволили членам Ради вийти. Згідно із заявою, опублікованою Максом Прайсом, проректором UCT, протестувальники скандували «Один поселенець, одна куля», фразу часів апартеїду. У вівторок, 14 квітня 2015 року, Rhodes Must Fall опублікувала заяву зі своєї офіційної сторінки у Facebook, в якій закликав своїх учасників приєднатися до акції протесту на парковці будівлі Bremner Building, яка закінчилася гаслом «ОДНА КУЛЯ, ОДИН ПОСЕЛЕНЕЦЬ!» Згодом цей пост був видалений.

##### Підтримка Мцебо Дламіні
25 квітня 2015 року Мцебо Дламіні, тодішній президент студентського самоврядування Вітватерсрандського університету, заявив у дописі Facebook, що він «любить Адольфа Гітлера» і захоплюється Гітлером за його «харизму» та «організаційні здібності». У тому ж пості Дламіні також писав, що «любить Роберта Мугабе». Пізніше Дламіні заявив під час радіоінтерв'ю на PowerFM: «Євреї — це дияволи», що змусило південноафриканських євреїв висунути проти нього кримінальні звинувачення у транслюванні ненависті. Зрештою, Дламіні був усунений з посади президента SRC за неправомірну поведінку. Проректор Університету Вітс Адам Хабіб заявив: «Я вважаю, що пан Дламіні самотужки завдав більше шкоди репутації Університету Вітс, ніж будь-яка інша людина, яку я можу згадати за останні два десятиліття».
7 травня 2015 року Rhodes Must Fall написав у Twitter «Чому погляди Макебо Дламіні на Гітлера не є обурливими», додавши посилання на анонімний лист у студентській газеті Wits Vuvuzela такої ж назви. Того ж дня Eyewitness News повідомили, що представники руху Rhodes Must Fall заявили, що  «відхиляють усунення Мцкебо Дламіні».

### Протести 2016 року: проживання, деколонізація та інституційна культура
Протести відновилися в університеті Кейптауна на початку навчального року 15 лютого 2016 року, коли члени руху Rhodes Must Fall побудували халупу на постійно використовуваному пішохідному переході та дорозі біля підніжжя Jameson Steps в головному кампусі. Халупа була встановлена на знак протесту проти того, що деякі студенти вбачали проблеми у відсутності житла для чорношкірих студентів і несправедливості у розподілі студентського житла. Університет відповів, вказавши, що халупу потрібно перенести до 17:00 наступного дня, оскільки її розміщення спричиняло затори на дорогах.  Наступного дня халупу прибрали після 6 вечора працівники університету. У відповідь прихильники Rhodes Must Fall вандалізували дві статуї (Яна Смутса та Марії Еммелін Барнард Фуллер), спалили картини: переважно портрети білих людей, зібрані з будівель університету (включаючи два колажі на згадку про популярну активістку антиапартеїду Моллі Блекберн,, п’ять картин на тему антиапартеїду чорношкірого художника Кересемозе Річарда Бахоло, який був першим темношкірим студентом, що отримав ступінь магістра образотворчого мистецтва в UCT і який пізніше підтримав дії активістів); спалили три транспортні засоби, включаючи транспортний автобус Jammie Shuttle, і підірвали бензином офіс проректора університету.
Університет Кейптауна заявив, що нестача, 6680 ліжок для 27 000 студентів, була викликана трьома причинами: значно збільшилася кількість студентів через нижчі збори, студенти переписували відкладені іспити, викликані протестами минулого року, і погашення історичного студентського боргу, що збільшило кількість студентів, які повертаються. Університет також заявив, що їхню здатність реагувати на житлову проблему завадило зайняття протестувальниками Rhodes Must Fall трьох будівель, де розміщується відділ студентського житла. Університет також спростував заяви протестувальників про пріоритетність житла білих студентів, заявивши, що 75% студентів університетських резиденцій були чорношкірими. Університет стверджував, що деякі протестувальники не були студентами і що через «залякування інших, принизливі висловлювання та спотворення фактів», адміністрація буде судитись з протестувальниками.  Вісім протестувальників були заарештовані за звинуваченнями в публічному насильстві та зловмисній шкоді.
Того ж тижня «не темношкірі» студенти не мали змоги відвідати їдальню гуртожитку, оскільки їх не пускали протестувальниками Rhodes Must Fall.
Подібні протести спалахнули по всій Південній Африці в лютому 2016 року протести відбулись у Північно-Західному університеті, Університеті Фрі Стейт, Університеті Вітвотерсранда, Університеті Преторії та Університеті Квазулу-Натал.

## Реакція
22 березня 2015 року викладач UCT повідомив газеті Cape Times, що університет не наймає достатньо чорношкірих професорів. Він сказав, що лише 5 із 200 старших професорів університету є чорношкірими. Через тиждень Джуліус Малема з Борців за економічну свободу погодився з тим, що статую потрібно демонтувати, і що студентські протести були проти не лише статуї, а й власне переваги білих людей. Альбі Сакс запропонував «зберегти його [Родса] в кампусі і змусити, навіть якщо посмертно, стати свідком реалій життя конституційної демократії.
У березні 2015 року факультет інженерії та навколишнього середовища Кейптаунського університету провів опитування щодо того, чи варто переносити статую. З 2700 студентів проголосувало 1100 студентів. 60% з них були проти видалення статуї, 38% – за, а решта (2%) утрималися. Однак опитування не виміряло силу думок. Було виявлено, що багато тих, хто виступає проти видалення, не розуміють важливості питання.
Президент епохи апартеїду де Клерк розкритикував рух, назвавши його "дурістю", а студентів "гучними і лютими". Він стверджує, що Родс був «архітектором англо-бурської війни, яка мала катастрофічний вплив на наш народ, але уряд Національної партії ніколи не думав вилучити його ім'я з нашої історії». Де Клерк продовжив, написавши в листі до The Times, що «Родс вплинув на історію, що також стосується позитивного внеску його стипендійної програми».
Члени правлячої партії ANC розкритикували рух. Наприклад, міністр освіти Блейд Нзіманде звинуватив їх у тому, що вони є «ультралівим формуванням», яке контролюється EFF.
Деякі критики руху стурбовані тим, що увага зосереджена на кількості, а не якості освіти, і що збільшення кількості студентів, прийнятих до університетів, призведе до зниження якості їхньої освіти, оскільки гроші, які б мали спрямовані на забезпечення якісних викладачів, замість цього спрямовуються на утримання студентів.
Університетські протести розкритикували за їх все жорстокіший характер і расизм проти нетемношкірих студентів, особливо за їх «крайню ненависть до білих». Деякі чорношкірі студенти стверджують, що бояться помсти, якщо не підтримають протести.

## Інші університети
Початок руху в Університеті Кейптауна призвів до появи більш широкого руху для вирішення проблеми відчуження чорношкірих у вищій освіті в інших університетах Південної Африки, Сполученого Королівства та Сполучених Штатів.

### Університет Стелленбоша
У середині квітня 2015 року в університеті Стелленбоша було засновано активістську організацію під керівництвом студентів і співробітників Open Stellenbosch для просування подібних цілей, але з більшою увагою до ролі мови, зокрема африкаанс, в системі вищої освіти. Організація була сформована завдяки руху Rhodes Must Fall в університеті Кейптауна. Чотири незалежні студенти університету Кейптауна підготували короткий вдокументальний фільм під назвою Luister, в якому студенти Стелленбоша та Ельсенбурга розповіли про свій досвід расизму та повільної трансформації в університеті та коледжі. 12 листопада 2015 року ректорська команда Університету Стелленбоша рекомендувала нову мовну політику відповідно до вимог Open Stellenbosch; зокрема прийняття англійської мови як лінгва франка.

### Університет Родса
В Університеті Родса 17 березня розпочався рух чорношкірих студентів на знак солідарності з рухом Rhodes Must Fall. Потім рух почав агітувати за зміну назви університету, і з тих пір зробив кілька втручань у напрямку трансформації Університету ім. Родса, який учасники руху вважають колоніальним університетом. Наприкінці травня 2015 року, після протестів і скарг руху чорношкірих студентів, Університет Родса (названий на честь Сесіля Родса) затвердив плани офіційно розпочати процес зміни назви університету.
Рада університету Родса у 2017 році проголосувала за збереження існуючої назви. Хоча університет погодився з критиками, що «не можна заперечити тому факту, що Сесіл Родс був архіімперіалістом і прихильником переваги білої раси, який ставився до людей цього регіону як до нелюдей». Адміністрація університету також зауважила, що давно віддалився від цієї людини. А саме з сучасної назвою університет відомий  як один із найкращих у світі. Основним аргументом проти зміни стала  фінансова сторона, оскільки така зміна назви коштувала б значних грошей, а університет уже мав проблеми з бюджетом. Крім того, зміна назви університету може негативно вплинути на його міжнародне визнання.

### Університет Преторії
19 лютого 2016 року Молодіжний форум AfriForum, Альянс прогресивної молоді (EFF), а також студентська організація Демократичного альянсу (DASO) зустрілися з представниками університету, щоб проголосувати за скасування африкаанс як мови навчання. Після зіткнень між студентами та поліцією 24 студенти були заарештовані за публічне насильство. Наступного дня університет оголосив, що кампуси Хетфілд і Гроенклоф будуть закриті, доки університет не зможе забезпечити безпеку своїх студентів і співробітників.
22 лютого 2016 року університет запропонував, щоб навчання відбувалось лише англійською мовою. Протести проти африкаанс тривали, студенти бойкотували заняття та змушували інших студентів залишати лекції. У результаті частина навчального процесу  була скасована.

### Університет Фрі-Стейт
22 лютого 2016 року в університеті було заарештовано групу з 35 осіб, студенти та працівники, за звинуваченням у неповазі до існуючих законів та проведенні незаконного мітингу.

### Оріел коледж, Оксфорд

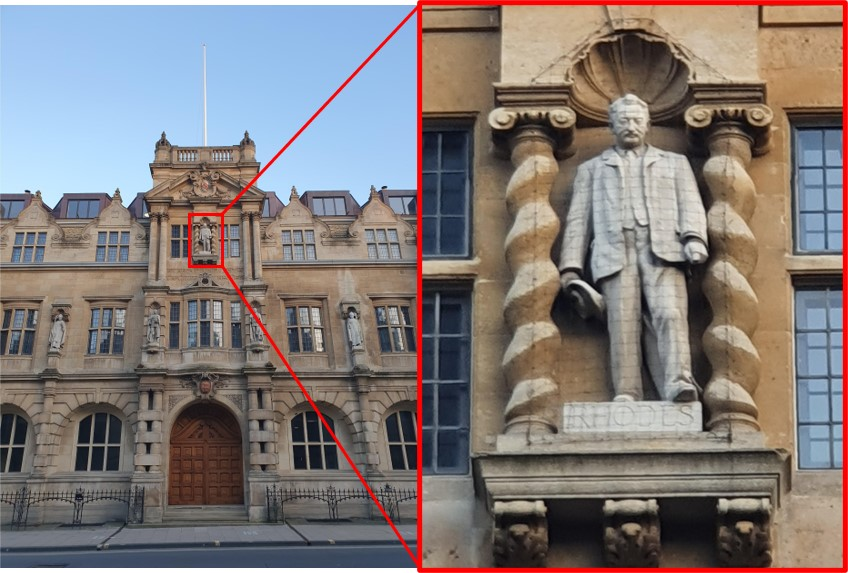
Фасад на Хай-стріт коледжу Оріел, Оксфорд, Велика Британія, зі збільшеною статуєю Сесіля Родса. Ця історична пам'ятка була в центрі уваги руху Rhodes Must Fall в Оксфорді.

В Оксфордському університеті студенти закликали демонтувати статую Родса з коледжу Оріел і розпочали рух в університеті. Рух був напрямлений на привертання уваги до питань «не-білої» культури в навчальній програмі, а також боротьбі з расовою дискримінацією та байдужістю. Члени-організатори Rhodes Must Fall в Оксфорді заявили, що в університеті слід підвищити рівень обізнаності про причетність цієї установи до колоніалізму та насильства, яке його супроводжує.
19 січня 2016 року студенти Оксфордського союзу (приватне студентське дискусійне товариство, без офіційного схвалення чи зв’язків з Оксфордським університетом) проголосували за демонтаж монумента Родса. 29 січня 2016 року було оголошено, що монумент чіпати не будуть. Бо «роздратовані донори погрожували повернути назад подарунки та надану фінансову підтримку на суму понад 100 мільйонів фунтів стерлінгів» у разі демонтажу монумента.
Спадщина Сесіля Родса в Оксфордському університеті є далекосяжною, оскільки Родс заснував власну іменну стипендію. Щороку близько 100 іноземних студентів обираються для навчання в Оксфорді за стипендією, яка носить ім’я Родса. Ця стипендія вважається однією з найпрестижніших стипендій у світі. Коли стипендіатів запитали, як вони можуть кидати виклик спадщині Родса, вони прокоментували, що «ця стипендія не купує наше мовчання» і стверджували, що «...хвиля образ і необґрунтованих звинувачень, ворожих висловлювань і расизм заполонили соціальні мережі, пресу та особисту скриньку Нтокозо (студент активіст, що отримав стипендію Родса)».
У червні 2020 року на це питання знову привернули увагу під час протестів Джорджа Флойда у Сполученому Королівстві. Два великі протести Rhodes Must Fall відбулися біля коледжу Оріел, на Хай-стріт в центрі Оксфорда, щоб закликати до демонтажу монумента Родса. Перший протест відбувся 9 червня 2020 року, у ньому взяли участь понад 1000 людей. Другий протест відбувся 16 червня і був маршем від Коулі, сусіднього передмістя Оксфорда, до будівлі коледжу. Обидві акції протесту були мирними. 17 червня 2020 року деякі професори Оксфордського університету висловили думки на підтримку руху «Родс має впасти» в Оксфорді. Зокрема, у листі до The Telegraph вони розкритикували проректорку Оксфордського університету Луїзу Річардсон за її заяви щодо руху «Родос має впасти», який займається «приховуванням історії». У відповідь на це збори студентів, молодшої загальної кімнати Oriel (JCR), випускників Oriel, середньої загальної кімнати Oriel (MCR) кожен ухвалювали пропозицію щодо демонтажу монумента. 17 червня 2020 року керівний орган коледжу Оріел зібрався для голосування щодо можливого демонтажу монумента Родса. Підсумком цієї зустрічі було те, що коледж офіційно беду робити все, щоб монумент Сесіля Родса було демонтовано, а також меморіальну дошку на вулиці короля Едварда. Оголошення було не про негайне видалення статуї, а скоріше про те, що Коледж має намір негайно створити «незалежну комісію з розслідування ключових питань, пов’язаних із статуєю Родса», і що адміністрація коледжу відправить запит до цієї комісії про демонтаж монумента і меморіальної дошки. Комісію очолила Керол Саутер, магістр коледжу Сент-Крос в Оксфорді, і було оголошено, що комісія прийматиме письмові та усні свідчення від усіх зацікавлених сторін, включаючи групи активістів, таких як Rhodes Must Fall, та широкої громадськості. Комісія мала намір подати звіт з результатами до кінця 2020 року. Радниця Сьюзан Браун, голова Оксфордської міської ради, підтримала запропоновану ініціативу та запропонувала якнайшвидше подати офіційну заяву, щоб супроводжувати процес. Якщо Оріел коледж подає заявку демонтаж монумента, то буде потрібен дозвіл від Історичної Англії, оскільки дана споруда підпадає під визначення історичного середовища Англії.
Опитуванням YouGov 2016 року про демонтаж монумента Родса в коледжі Оріел дало такі результати:  59% британців кажуть, що статую колонізатора Сесіля Родса в Оксфордському університеті не слід знищувати (44% з них сказали, що «ми повинні пишатися британським колоніалізмом»). Незрозуміло, як змінилися погляди британської громадськості на фоні активізації руху Black Lives Matter у західному світі в 2020 році.
У червні 2020 року юристка-міжнародниця Енн Оліваріус, колишня стипендіатка іменної стипендії Родса, написала у The Financial Times допис, в якому запропонувала замінити монумент Сесіля Родса двома іншими науковцями, які в свій час навчались в Оксфорді за стипендією Родса: Ален Локк, перший афроамериканський вчений, і Люсі Сіхоне, правозахисниця з Замбії. Того ж місяця керівний орган Оксфордського коледжу Оріел проголосував за демонтаж монумента Родса. Пізніше того ж місяця вийшла стаття в блозі академіка Наталії Дін-Каріукі в London Review of Books. Вона наголошувала, що хоча Rhodes Must Fall добре розпочав антирасистську кампанію, проте у освітній інституції Великої Британії ще багато справ попереду. У травні 2021 року скульптор Ентоні Гормлі запропонував не демонтувати монумент, а повернути обличчям до стіни.

### Інші
Невеликі студентські протести на підтримку або безпосередньо натхненні рухом «Родс має впасти» також відбулися в Единбурзькому університеті та Каліфорнійському університеті в Берклі. Протестувальники в Берклі вважали, що вимоги Rhodes Must Fall мають відношення до їхніх власних скарг на маргіналізацію чорношкірих у Берклі. У Кембриджському університеті цей рух став каталізатором створення подібних студентських ініціатив «деколонізації», таких як повернення статуї півника Окукора (вкраденої під час каральної експедиції в Бенін 1897 року) в коледж Ісуса до Нігерії.

## Інші історичні пам’ятки

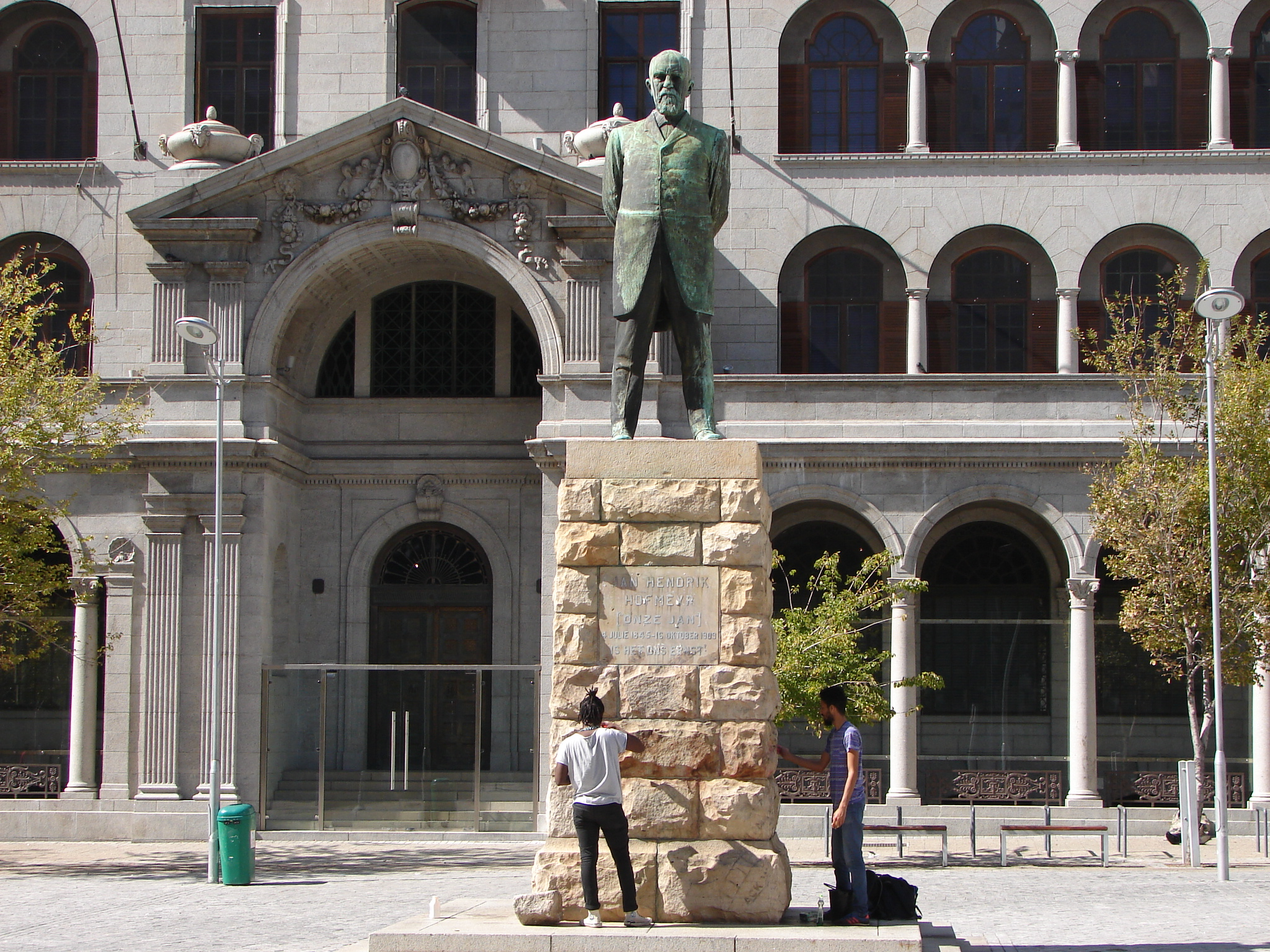
Вимазаний фарбою постамент Ян Гендрік Гофмейр (1845—1909) у Кейптауні чистять двоє волонтерів (11 квітня 2015)

22 березня 2015 року президент EFF Джуліус Малема закликав знищити всі інші символи колоніалізму та апартеїду в Південній Африці. Після цього декілька скульптур колоніальної епохи по всій країні були зруйновані, в тому числі статуя короля Георга V в Університеті Квазулу-Натал. Члени EFF були причетні до вандалізму ряду історичних пам’яток англо-бурської війни, у тому числі 4 квітня меморіальної статуї загиблих британських солдатів війни в Уйтенхаге, нападу 6 квітня на меморіал коня в Порт-Елізабет, присвячений тваринам, які служили на війні, та вандалізм 7 квітня із зеленою фарбою статуї Поля Крюгера, Преторія. Меморіал Луїса Бота, розташований біля будівлі парламенту в Кейптауні, був зруйнований 9 квітня.
Прес-секретар EFF Мбуєсені Ндлозі заявив 9 квітня, що партія повинна взяти на себе відповідальність за дії своїх членів, але що EFF спрямована на демонтаж, а не вандалізм чи знищення символів колоніальної епохи та апартеїду в громадському просторі.
У відповідь на вандалізм меморіала Луїса Бота та скульптури коня місцеві прихильники поклали вінки до цих історичних пам’яток через кілька днів. Щоб захистити його від майбутнього вандалізму, місцевий муніципалітет тимчасово переніс скульптуру в безпечне місце. Голова регіону Нельсон Мандела Бей  Бо Мадвар погрожував «зкинути його в море», якщо скульптуру буде відновлено.
18 вересня 2015 року бронзовий бюст Родса в Меморіалі Родса було розгромлено. Ніс відрізали, а на меморіалі нанесли графіті, де Родса звинувачували в тому, що він «расист, злодій і вбивця». Виявилося, що вандали намагалися відрізати всю голову. У жовтні 2018 року місцевий скульптор відреставрував ніс.

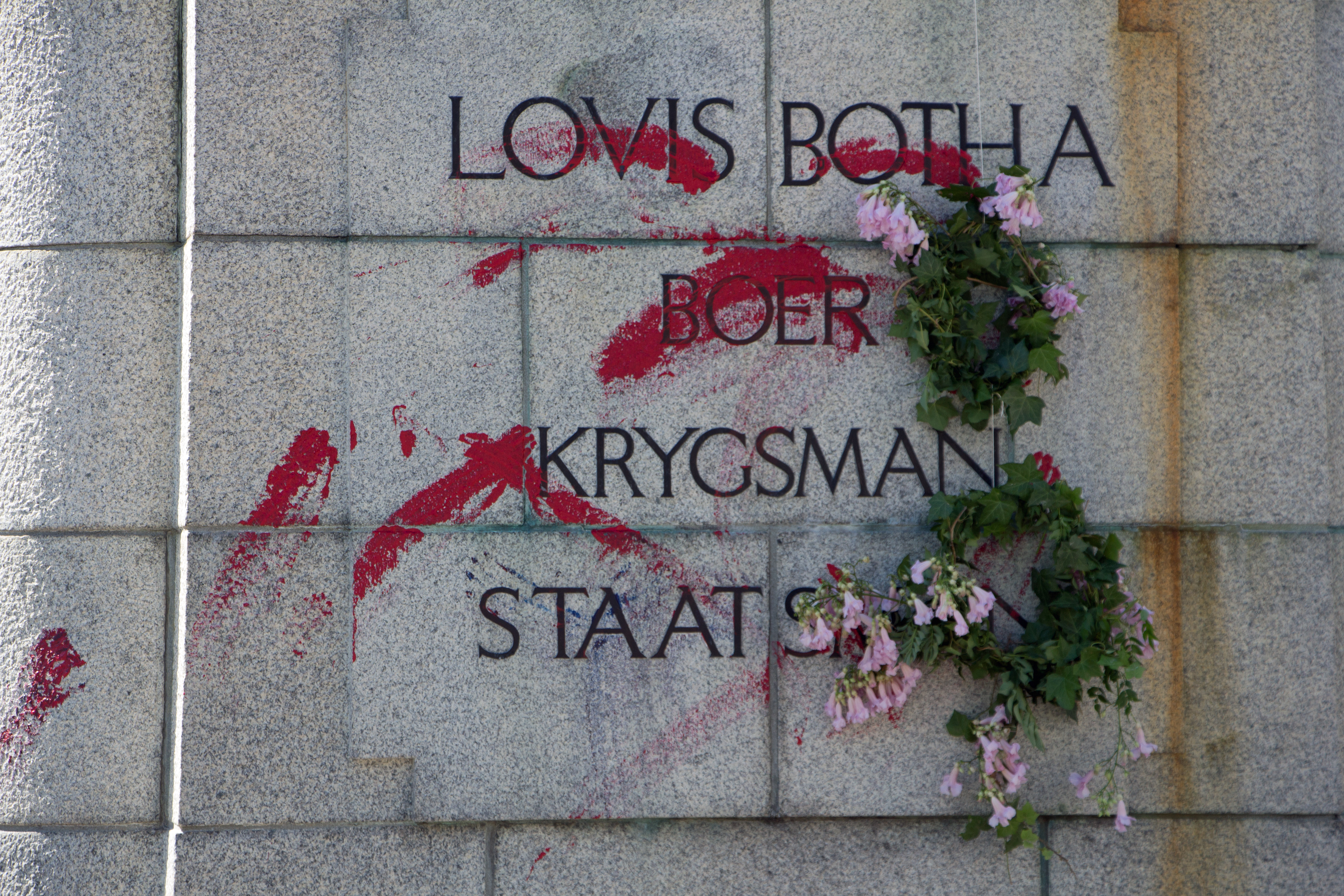
Статуя Луїса Боти, Кейптаун
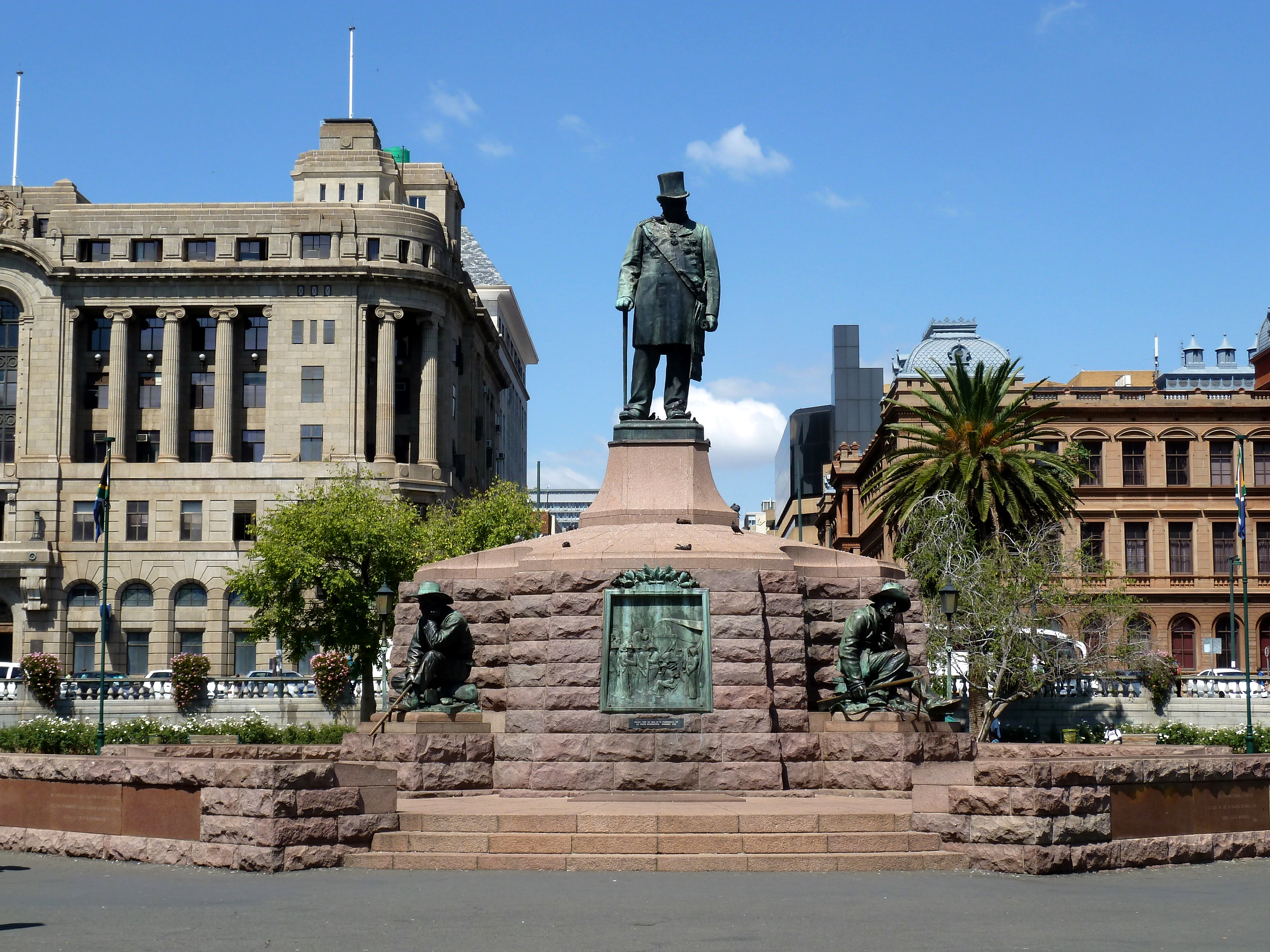
Стауя Пола Крюгера, Преторія (2013)
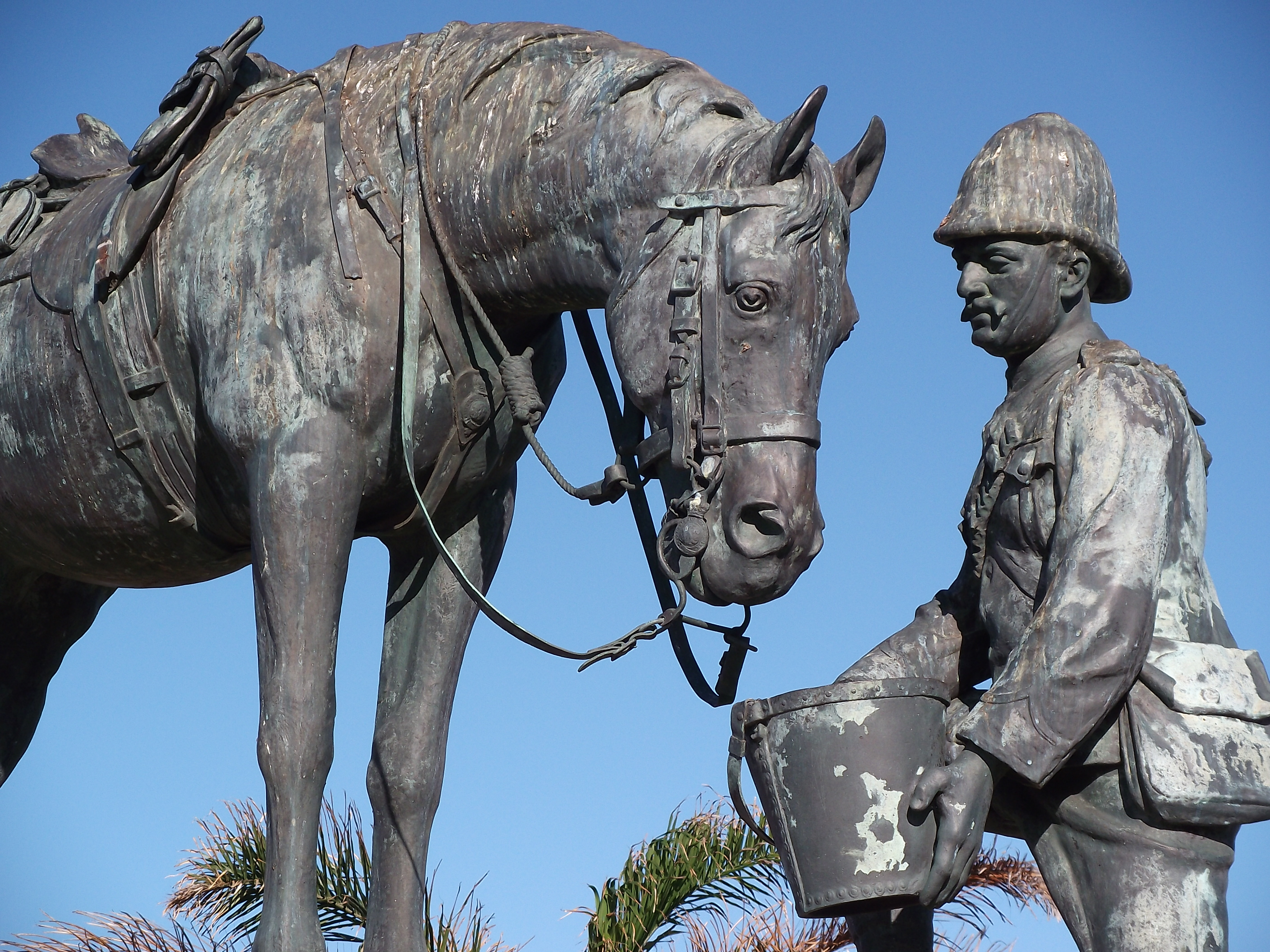
Horse Memorial, Порт-Елізабет (2010)
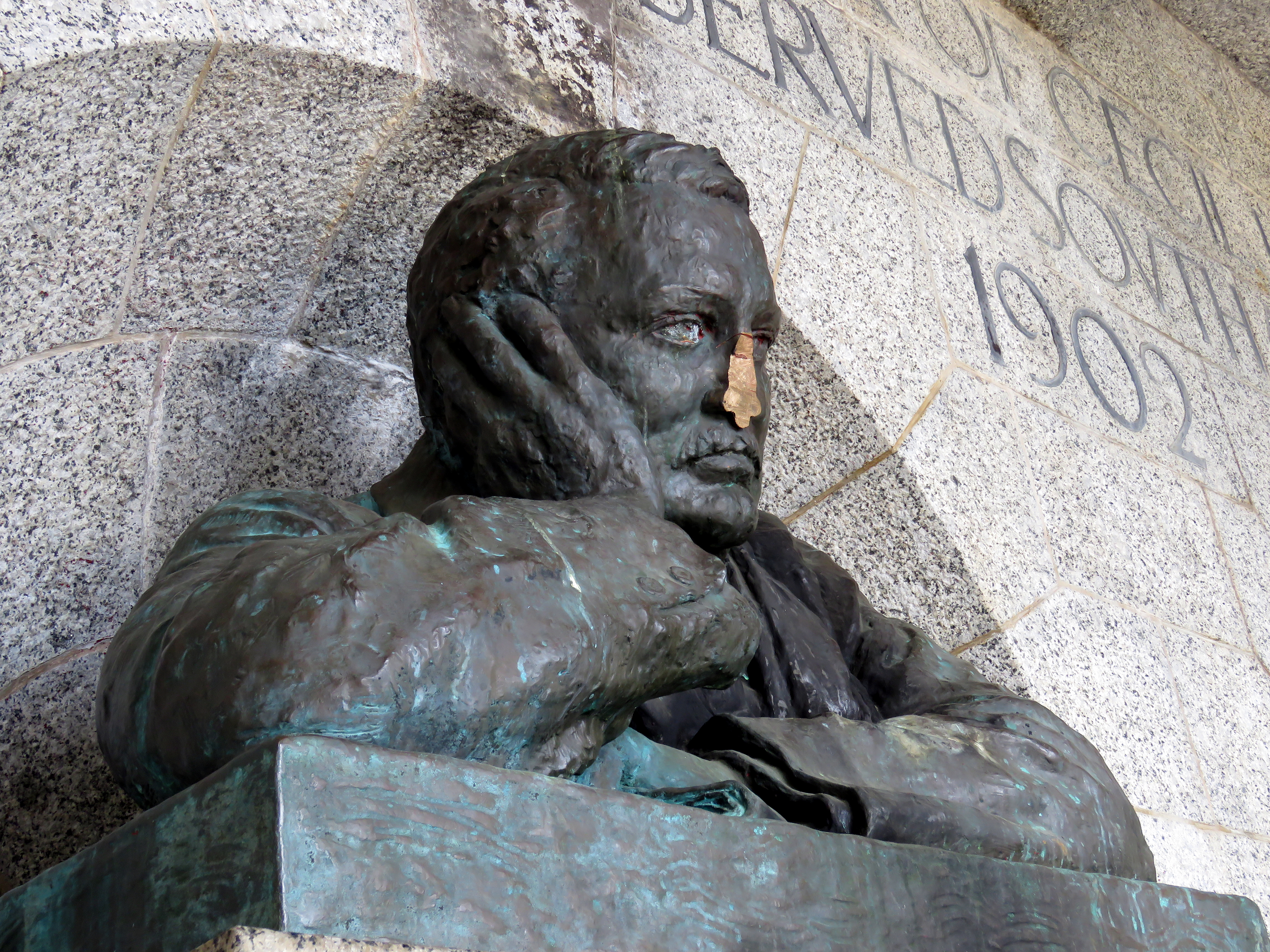
Бронзовий бюст Родса на Меморіалі Родса, Кейптаун, без носа. (2015)

## Суперечки навколо стипендіатів, які є активістами Rhodes Must Fall
Нтокозо Квабе, один із засновників Rhodes Must Fall і стипендіат іменної стипендії Родса, був предметом суперечок через нібито расистські коментарі щодо білої офіціантки в Південній Африці. За це його широко критикували у Великій Британії та в Південній Африці. Через кілька днів після терактів у Парижі в листопаді 2015 року Квабе також викликав суперечки, порівнюючи французький прапор з нацистською свастикою та закликаючи заборонити його в університетах.
Джошуа Нотт, колишній публіцист Rhodes Must Fall, був звинувачений у лицемірстві, у тому числі зі сторони Rhodes Must Fall, через те, що подав заявку на отримання стипендії Родса. Фонд Родса розкритикували за те, що він не присудив стипендію комусь більш гідному. Після завершення навчання в Оксфорді як стипендіат Родса, Нотт обійняв посаду в Rhodes Trust. Він працює як «асоційований – глобальний партнер» в рамках програми Trust's Rise.